# Trio Trabacool
Trio Trabacool je glazbeni sastav iz Splita, Hrvatska. 

## Povijest
Osnovani su 2015. godine. Članovi su prije svirali u drugim poznatim splitskim sastavima. Nastupali su na splitskoj Rivi i glazbenim revijama (Revija urbane kulture, Split Blues Festival). Izvode vlastite instrumentalne i vokalne skladbe te pjesme Claptona, Hendrixa, Rolling Stones, Fleetwood Maca, Beatlesa i drugih (blues/rock /jazz standardi) u svojoj obradi.

## Članovi
Članovi su:
- Zlatko Brodarić − gitara i vokal (svirao u Metku i svira u Triu Brodarić)[1]
- Zvonimir Matić − bas gitara ((svirao u pratećem sastavu Elvisa J. Kurtovića, u Zrakomlatima i Acoustic Bandu)[1]
- Vladimir Kragić Patak − bubnjevi (svirao u Otprilike ovako)[1]

## Vanjske poveznice
- Trio Trabacool live na Facebooku
- Split Blues Festival - Trio Trabacool: Broken Heart Blues - 22.07.2016., Kanal Stiva Stividena na Facebooku, objavljeno 12. lipnja 2017.